# Функція Акермана
Функція Акермана — у теорії складності обчислень є найпростішим прикладом обчислюваної функції, що не є примітивно-рекурсивною. 
Функція Акермана визначається рекурсивно для невід'ємних цілих чисел {\displaystyle \ m} та {\displaystyle \ n} таким чином:
{\displaystyle A(m,\;n)={\begin{cases}n+1,&m=0;\\A(m-1,\;1),&m>0,\;n=0;\\A(m-1,\;A(m,\;n-1)),&m>0,\;n>0.\end{cases}}}
Рекурсія завжди закінчується, оскільки або зменшується значення {\displaystyle \ m}, або значення {\displaystyle \ m} зберігається, а зменшується значення {\displaystyle \ n}. Тобто пара {\displaystyle \ (m,\;n)} завжди зменшується з точки зору лексикографічного порядку.
Функція зростає дуже швидко (значно швидше за експоненту). Наприклад, {\displaystyle A(4,4)={2^{2^{2^{65536}}}}-3}, що перевищує кількість атомів у видимому Всесвіті. 

## Історія
Початковий варіант такої функції (у дещо різній формі) запропонували учні Девіда Гільберта — Габрієль Судан (нім. G. Sudan) (1927 року) і Вільгельм Акерман (1928). Гільберт висловив гіпотезу, що функція не є примітивно-рекурсивною, і Вільгельм Акерман (що став секретарем Гільберта) цю гіпотезу довів. Оригінальна функція Аккермана мала три аргументи. Варіант із двома аргументами запропонували Роза Петер і Рафаєль Робінсон і саме його зазвичай мають на увазі під назвою функція Акермана. 

## Таблиця
| m\n | 0  | 1     | 2          | 3                                 | 4                                     | n |
| --- | -- | ----- | ---------- | --------------------------------- | ------------------------------------- | --- |
| 0   | 1  | 2     | 3          | 4                                 | 5                                     | {\displaystyle n+1} |
| 1   | 2  | 3     | 4          | 5                                 | 6                                     | {\displaystyle n+2=2+(n+3)-3}                                                                                             |
| 2   | 3  | 5     | 7          | 9                                 | 11                                    | {\displaystyle 2n+3=2\cdot (n+3)-3}                                                                                       |
| 3   | 5  | 13    | 29         | 61                                | 125                                   | {\displaystyle 2^{(n+3)}-3}                                                                                               |
| 4   | 13 | 65533 | 265536 − 3 | {\displaystyle {2^{2^{65536}}}-3} | {\displaystyle {2^{2^{2^{65536}}}}-3} | {\displaystyle {\begin{matrix}\underbrace {{2^{2}}^{{\cdot }^{{\cdot }^{{\cdot }^{2}}}}} -3\\n{\mbox{ + 3}}\end{matrix}}} |

## Нотація
- Через гіпероператор:
{\displaystyle A(m,n)=\operatorname {hyper} (2,m,n+3)-3}

- В нотації Кнута:
{\displaystyle A(m,n)=2\uparrow ^{m-2}(n+3)-3}

- В нотації Конвея:
{\displaystyle A(m,n)={\Big (}2\rightarrow (n+3)\rightarrow (m-2){\Big )}-3}